# Épsilon Pavonis
Épsilon Pavonis (ε Pav) es una estrella en la constelación del Pavo.
De magnitud aparente +3,95, es la quinta estrella más brillante de la misma después de Peacock (α Pavonis), β Pavonis, δ Pavonis y η Pavonis.
Épsilon Pavonis dista 106 años luz del sistema solar y es una estrella blanca de la secuencia principal de tipo espectral A0Va cuyas características son similares a las de Vega (α Lyrae) o Algorab (δ Corvi).
Su energía proviene de la fusión nuclear de hidrógeno en su núcleo interno y tiene una temperatura superficial de 9896 K.
24 veces más luminosa que el Sol, su radio es 2 veces más grande que el del mismo.
Su velocidad de rotación es igual o mayor de 85 km/s.
Con una masa de 2,2 ± 0,1 masas solares, la edad de Épsilon Pavonis se estima en 5,3 millones de años.
Presenta un contenido metálico ligeramente inferior al del Sol ([M/H] = -0,04).
Utilizando el instrumento MIPS del satélite Spitzer, se ha detectado exceso en la radiación infrarroja que emite a 70 μm, aunque no a 24 μm.